# Det omringade huset
Det omringade huset är en svensk stumfilm från 1922 i regi av Victor Sjöström.
Filmen premiärvisades 23 oktober 1922 och spelades in i Filmstaden Råsunda med exteriörer i form av ökenstrider i Afrika på Munsö i Mälaren av Henrik Jaenzon och Axel Lindblom. Som förlaga har man Pierre Frondaies pjäs La maison cernée som uruppfördes på Théâtre Sarah Bernhardt i Paris 1919. Vid inspelningen av krigsscenerna deltog ett tusental man från Stockholms garnison som statister. 

## Rollista (i urval)
- Meggie Albanesi – Mary Lixton
- Uno Henning – Jeff Gordon, löjtnant
- Ivan Hedqvist – Cyril Ward, major
- Richard Lund – Harry Lixton, officer, Marys bror
- Wanda Rothgardt – Aima, arabisk tjänsteflicka
- Victor Sjöström – Davies, kapten
- Axel Nilsson – hovmästare
- Kurt Welin – soldat
- Gösta Gustafson – soldat
- Hilda Forsslund – hushållerska
- Olof Ås – en arab
- Thecla Åhlander – den gamla
- Arthur Natorp – korpral
- Edvin Adolphson – shejk
- Bror Berger – shejk